# Michel Daigle
Pour les articles homonymes, voir Daigle.
Michel Daigle est un acteur québécois né à Québec le 4 mai 1945 et mort dans la nuit du 14 au 15 janvier 2015 à Montmagny à l'âge de 69 ans.

## Biographie
Au cours des années 1980, il interprète Nounou durant cinq saisons dans la série Lance et compte. Il tient des rôles dans d'autres séries télévisées, dont Virginie, Jean Duceppe et Temps dur. Daigle joue également dans des longs métrages, comme Mon amie Max de Michel Brault et Bonheur d'occasion de Claude Fournier. L'acteur résidait à Saint-Jean-Port-Joli.
Le 31 décembre 2014, il est hospitalisé à l'Hôtel-Dieu de Montmagny pour une opération à la hanche, à la suite de laquelle il succombe d'une hémorragie interne. Également atteint d'un cancer du pancréas dont il n'a parlé à personne, il décède dans la nuit du 14 au 15 janvier 2015.

## Filmographie
- 1972 : Le Fils du ciel (série TV) : le chauffeur de taxi
- 1973 : La Conquête
- 1977-1978 : Les As (série TV) : Robert Bérubé
- 1977-1980 : Jamais deux sans toi : le livreur
- 1978 : Duplessis (mini-série) : unioniste
- 1979-1980 : Féminin pluriel
- 1980-1986 : Le Temps d'une paix : Pierre-François Casgrain
- 1980-1983 : Marisol : Louis Boivin
- 1981 : Les Beaux Souvenirs de Francis Mankiewicz : le gérant
- 1982-1983 : Métro-boulot-dodo : policier
- 1983 : Au clair de la Lune d'André Forcier : le restaurateur
- 1983 : Lucien Brouillard de Bruno Carrière
- 1983 : Bonheur d'occasion de Claude Fournier : Octave
- 1984 : C'est congé aujourd'hui : Père d'André
- 1984 : Le Jour S…
- 1984 : Cher monsieur l'aviateur (téléthéâtre)[3]
- 1985 : Hold-Up d'Alexandre Arcady : Policier Pizza
- 1985-1987 : L'agent fait le bonheur : M. Groulx
- 1985 : Cyrano de Bergerac (téléthéâtre) : Bellerose
- 1986 : Chop Suey (série TV) : Jean-Maurice Gagnon
- 1986 : Lance et compte (série TV) : Nounou
- 1987-1989 : Robert et compagnie : Le Pick
- 1987-1994 : Chop Suey : Jean-Maurice Gagnon
- 1987-1990 : La Maison Deschênes : M. Picard
- 1987 : Laurier (feuilleton TV) : Winters
- 1988 : À corps perdu : Greviste
- 1988 : Miléna Nova Tremblay : fonctionnaire
- 1989 : Cruising Bar de Robert Ménard : Henri
- 1989-1992 : Tandem : Martial Guindon
- 1991 : Lance et compte: Tous pour un (TV) : Nounou
- 1991 : Lance et compte: Le Retour du chat (TV) : Nounou
- 1991 : Lance et compte: Envers et contre tous (TV) : Nounou
- 1991 : Lance et compte: Le Choix (TV) : Nounou
- 1992 : Montréal ville ouverte : Inspecteur
- 1992 : Les Intrépides
- 1993-1996 : Zap : André Levasseur
- 1994 : Jalna (feuilleton TV) : Noah Binns
- 1994 : Mon amie Max de Michel Brault : Fermier
- 1994 : René Lévesque : Jean Garon
- 1995-2000 : Les Machos : détective Dion
- 1995-1996 : Les Héritiers Duval : Jules Matteau
- 1996 : Virginie (série TV) : Édouard Lirette
- 1998-2004 : Macaroni tout garni : Père-Noël
- 2000 : La Veuve de Saint-Pierre de Patrice Leconte : Father Coupard
- 2001 : Avoir su... (série TV) : Jean-Marc
- 2002-2009 : Annie et ses hommes : M. Nadeau
- 2002 : Jean Duceppe (feuilleton TV) : Aimé Hotte
- 2002 : Lance et compte : Nouvelle Génération (série TV) : Nounou
- 2002 : Station Nord de Jean-Claude Lord : Valérien Ouellet, adulte
- 2003-2009 : 450, chemin du Golf : Marcel
- 2004 : L'Espérance : Armand
- 2004 : Temps dur (série TV) : Normand Denis
- 2004 : Lance et compte : La Reconquête (série TV) : Nounou
- 2004-2014 : Il était une fois dans le trouble : Bob
- 2006-2007 : Pure laine : Louis Hébert
- 2006 : Lance et compte : La Revanche (série TV) : Nounou
- 2007-2013 : La Galère : père de Mimi
- 2009-2012 : Chabotte et fille : M. Dumoulin
- 2010-2014 : Toute la vérité : Gérard LeSieur
- 2010-2012 : Les Rescapés : Pat
- 2011 : En terrains connus de Stéphane Lafleur : le père de Benoît et Maryse
- 2012 : O' (série TV) : Robert O'Hara